# Никишата (Кировская область)
 Никишата  — деревня в Афанасьевском районе Кировской области в составе Борского сельского поселения.

## География
Расположена на расстоянии примерно 16 км на север-северо-запад по прямой от центра поселения поселка  Бор на левобережье реки Кама.

## История
Известна с 1905 года как починок Березовский или Микишонки Лучникова, 8 дворов и 46 жителей, в 1926 уже деревня Никишатская (Березовская), 14 дворов и 71 житель, в 1950 16 и 55, в 1989 проживало 47 жителей. Нынешнее название утвердилось с 1950 года.  

## Население
Постоянное население составляло 22 человека (русские 82%) в 2002 году, 13 в 2010.